# Juraj Jánošík
Juraj Jánošík (su nombre es escrito también como Juro o Jurko; 25 de enero de 1688-17 de marzo de 1713) fue un salteador de caminos eslovaco. Jánošík ha sido el personaje principal de muchas novelas, poemas y películas eslovacas. De acuerdo con la leyenda, robaba a los nobles y repartía el botín entre los pobres, una acción atribuida frecuentemente al célebre Robin Hood. La leyenda de Jánošík es conocida en la vecina Polonia (bajo el nombre de Jerzy Janoszik o Janiczek/Janicek) y en la República Checa. 
El ladrón histórico real tenía poco que ver con la leyenda moderna, cuyo contenido refleja en parte los ubicuos mitos populares del héroe que le quita a los ricos para dar a los pobres. Sin embargo, también le han dado forma a la leyenda de manera importante los activistas y escritores del siglo XIX cuando Jánošík se convirtió en el personaje central del salteador en historias que se extendieron por los condados del norte del Reino de Hungría (gran parte de ellos en la actual Eslovaquia) y entre los miembros locales del grupo étnico goral, habitantes de la región de Podhale al norte de los montes Tatras. La imagen de Jánošík como símbolo de resistencia ante la opresión se hizo más fuerte cuando los poemas sobre él fueron puestos en el currículo de literatura en las escuelas de secundaria eslovaca y checa, y de nuevo posteriormente gracias a las numerosas películas que propagaron su leyenda moderna en el siglo XX. Durante la insurrección nacional eslovaca antinazi, uno de los grupos partisanos llevaba su nombre.

## Biografía

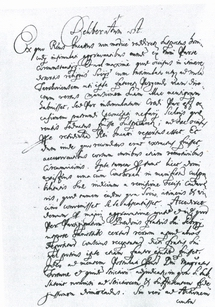
La página No. 39 del protocolo del juicio contra Juraj Jánošík. Está archivado con el título Fassio Janosikiana, anno 1713 die 16 mensis Martii. Jánošík es llamado aquí "agili Georgius Janošík Tyarchoviensis latronum et praedorum antesignatus" - 'el cauteloso (o ágil) Juro Jánošík de Ťarchová, jefe de los ladrones y forajidos'.

Jánošík nació poco antes de su bautismo el 25 de enero de 1688. Sus padres fueron Martin Jánošík y Anna Čišníková, de Terchová, y sus padrinos fueron Jakub Merjad y Barbara Krištofíková.
Creció en la aldea de Terchová en el área del Reino de Hungría, en ese momento bajo el control de la monarquía de los Habsburgo (actualmente en el distrito de Žilina, en el noroeste de Eslovaquia). A los quince años luchó al lado de los kuruc, grupo de insurgentes anti-Habsburgo. Después de la derrota en la batalla de Trenčín, Jánošík fue reclutado por el ejército de los Habsburgo. En el otoño de 1710, como joven guardia en la prisión en Bytča, ayudó a escapar a Tomáš Uhorčík, quien estaba allí prisionero. Formó junto con él un grupo de salteadores y Jánošík se convirtió en su líder a la edad de 23 años, cuando Uhorčík se marchó a establecerse en Klenovec. El grupo se mantuvo activo principalmente en el noroeste del Reino de Hungría (actual Eslovaquia), en los alrededores del río Váh entre Važec y Východná, pero su territorio de actividades se extendió también a otras partes de la actual Eslovaquia, así como a Polonia y Moravia. La mayoría de sus víctimas eran ricos comerciantes. Bajo el liderazgo de Jánošík, el grupo fue excepcionalmente caballeroso: no mataban a ninguna de sus víctimas de robo e incluso ayudaron a un sacerdote que había resultado herido por accidente. También se dice que compartían su botín con los pobres; esta parte de la leyenda también puede estar basada en hechos reales.
Jánošík fue capturado en otoño de 1712 y encarcelado en la mansión de Hrachov, pero fue liberado poco después. Fue recapturado en la primavera de 1713, en la residencia de los Uhorčík en Klenovec (Klenóc). Uhorčík vivía allí bajo el nombre falso de Martin Mravec en ese momento. Según una leyenda muy extendida, le atraparon en un bar que administraba Tomáš Uhorčík, cuando resbaló sobre unos guisantes derramados, que habían sido arrojados a su paso por una anciana traidora. Jánošík fue encarcelado y llevado a juicio en Liptovský Svätý Mikuláš (actualmente Liptovský Mikuláš).
Su juicio tuvo lugar los días 16 y 17 de marzo de 1713 y fue condenado a muerte. No hay registro de la fecha de su ejecución, pero era costumbre que se llevara a cabo una vez finalizado el juicio. La forma de su ejecución, que no se conoció públicamente sino hasta principios del siglo XIX, se convirtió en parte de su leyenda moderna. Le enterraron un gancho en el costado izquierdo y lo dejaron colgando de este en el patíbulo hasta morir. Esta brutal forma de ejecución estaba reservada para los líderes de bandas de ladrones. Sin embargo, las fuentes discrepan sobre cómo fue ejecutado, y es posible que Jánošík haya sido ahorcado. Según una leyenda, rechazó el perdón que le ofrecieron a cambio de reclutar soldados con su habilidad con las palabras: "¡Ya que me hornearon, cómanme también!" y saltó sobre el gancho.

## Otros miembros del grupo de Jánošík
- Vrabel y Hunčiak (también conocido como Huncaga o Turiak), de Staškov
- Jakub Chliastkov, de Oščadnica
- Ondráš, de Dlhá nad Kysucou
- Ondrej Kindis, de Dlhé Pole
- Plavčík, de Dunajov
- Pavol Bernatík, de Nová Bystrica
- Kovalský y Bagaj, de Raková
- Kovalíček, Holubek y Valíček, de Moravia
- Gavora, Satora y Oresiak, de Polonia

## Jánošík en el cine
- 1921 Jánošík – primer largometraje eslovaco; financiado por la productora eslovaca-estadounidense Tatra Film Co.; director: Jaroslav Jerry Siakeľ; Jánošík: Theodor Pištěk. (Gracias a esta película, la UNESCO registra a Eslovaquia como el décimo cine nacional del mundo en empezar a producir largometrajes).[6]
- 1935 Jánošík – Película eslovaca y checa; director: Martin Frič; Jánošík: Paľo Bielik.
- 1954 Janosik – primera animación polaca; director: Włodzimierz Haupe y Halina Bielińska.
- 1963 Jánošík I y II – Película eslovaca; director: Paľo Bielik; Jánošík: František Kuchta.
- 1974 Janosik – película polaca; director: Jerzy Passendorfer; Janosik: Marek Perepeczko.
- 1974 Janosik – serie de televisión polaca de 13 episodios; director: Jerzy Passendorfer; Janosik: Marek Perepeczko.
- 1976 Salteador Jurko / Zbojník Jurko – película animada eslovaca; director: Viktor Kubal.
- 1991 Salteador Jurošík / Zbojník Jurošík – serie de televisión animada eslovaca de 28 episodios; director: Jaroslav Baran.
- 2009 Jánošík: La verdadera historia / Jánošík. Pravdivá historia / Janosik Historia de Prawdziwa – coproducción eslovaco-polaca-checa; director: Agnieszka Holland y Katarzyna Adamik; Janosik: Václav Jiráček.

## Jánošík en la literatura
- 1785 Eslovaco – anónimo, "Un excelente sermón de cierto predicador en los días del principal salteador de caminos Jánošík". Staré nowiny litternjho uměnj, mayo de 1785.
- 1809 Eslovaco – Bohuslav Tablic, "Jánošík, el salteador del condado de Liptov". Slowensstj Werssowcy. Collecta revirescunt. Swazek druhý.
- 1814 Eslovaco – Pavol Jozef Šafárik, "Celebrando a muchachos eslavos". Tatranská Můza s ljrau Slowanskau.
- 1829 Noble inferior, eslovaco en alemán – Johann Csaplovics, "Ladrones". Gemälde von Ungern.
- 1845 Noble inferior, eslovaco – Štefan Marko Daxner, "El tesoro de Jánošík". Orol Tatránski.
- 1846 Eslovaco – Ján Botto, "La canción de Jánošík". Holubica, Zábavník Levočskích Slovákou.
- 1846 Eslovaco – Samo Chalupka, "La contemplación de Jánošík". Orol Tatránski.
- 1862 Ján Botto, "La muerte de Jánošík. Un romance". Lipa - Un poema central en la literatura y la cultura eslovacas.
- 1867 Noble inferior eslovaco – Jonáš Záborský, Cena de Jánošík. Una obra de teatro en cuatro actos con trasfondo histórico. Suplemento de la revista Sokol.
- 1875 Húngaro – Jánosik and a Snitch. Nyitramegyei Szemle.
- 1884 Polaco – August Wrześniowski, "Una historia sobre Janosik". Pamięci Towarzystwa Tatrzańskiego.
- 1884 Checo – Alois Jirásek, "Acerca de Jánošík". Staré pověsti české.
- 1893 Estadounidense en eslovaco – Dobrý Slovák, Jánošík, the Lad of Freedom: A Legend of Times Gone By.
- 1894 Estadounidense en eslovaco – Gustáv Maršall-Petrovský, Jánošík, Captain of Mountain Lads - His Tumultuos Life and Horrific Death. A Novel - Fuente del guion de la película eslovaca de 1921 <i id="mw4w">Jánošík</i> .
- 1900 Estadounidense – George J. Krajsa, Janosik.
- 1910 Checo – Jiří Mahen, Jánošík - Una obra de teatro, fuente del guion de la película eslovaca de 1921 <i id="mw7Q">Jánošík</i>.
- 1933 Eslovaco – Ján Hrušovský, "Jánošík". Slovenská politika - Tiras narrativas de periódicos publicadas posteriormente como novela.
- 1943 Eslovaco – Mária Rázusová-Martáková, Jánošík: Una obra rimada en cinco actos.
- 1947 Polaco – Stanisław Nedza-Kubiniec, Janosik: Un poema sobre el salteador de caminos que quiso igualar el mundo.
- 1955 Eslovaco – Mária Rázusová-Martáková, Cuentos sobre Jánošík.
- 1958 Polaco – Jalu Kurek, Janosik.
- 1964 Alemán – Käthe Altwallstädt, "Janosik y los estudiantes". Die blaue Rose: Märchen aus Polen.
- 1969 Polaco – Katarzyna Gaertner, música y Ernest Bryll, letra, Painted on Glass - Un musical cuya producción de Bratislava fue la más larga en la historia del teatro eslovaco.
- 1970 Eslovaco – Stanislav Štepka, Jááánošííík - Una parodia y la obra eslovaca con la carrera más larga.
- 1972 Polaco – Tadeusz Kwiatkowski, Janosik - Una novela gráfica.
- 1972 Serbio en eslovaco – Štefan Gráf, Jur Jánošiak - Publicación paralela en Serbia (Yugoslavia) y Eslovaquia (Checoslovaquia).
- 1979 Eslovaco – Ľubomír Feldek, Jánošík Según Vivaldi - Una parodia.
- 1980 Eslovaco – Margita Figuli, A Ballad of Jur Jánošík.
- 1980 Eslovaco – Ladislav Ťažký, La lágrima de Jánošík.
- 1985 Estadounidense – John H. Hausner, "Jánošík, We Remember!" Y otros poemas.
- 1993 Ucraniano en polaco – Василь Іванович Сави, Яносик, польська народна казка. - Un libro de imágenes.
- 1994 Eslovaco – Anton Marec, Jánošík, Jánošík ... (33 leyendas sobre el famoso bandolero comandante. )
- 2018 estadounidense en inglés; "Odesseus Ascendant", uno de los sigilosos destructores de la clase rogue que aparece de manera prominente se llama Jánošík y está capitaneado por un nativo eslovaco.